# Grup 13 de la RAF
El Grup 13 de la RAF (No. 13 Group) va ser un grup de la Royal Air Force durant diversos períodes del segle xx. És conegut principalment per haver tingut la responsabilitat de defensar el nord de les illes britàniques durant la batalla d'Anglaterra.

## Història

### I Guerra Mundial
El Grup 13 va crear-se l'1 d'abril de 1918 dins de l'Àrea 3. Poc després, el 8 de maig, va ser traslladat a l'Àrea dels Midlands. El 18 d'octubre de 1919 acabà l'existència del grup en dissoldre's al Grup 3.

### II Guerra Mundial
Mentre que el Comandament de Caces s'expandia poc abans de la Segona Guerra Mundial, es va veure que calia un nou grup per dirigir les defenses aèries d'Escòcia, d'Irlanda del Nord i del nord d'Anglaterra. El Grup 13 va ser reformat el 15 de març de 1939. durant les primeres etapes de la guerra, el Grup 13 va ser comandat pel Vicemariscal de l'Aire Richard Saul.

## Comandants
Els següents oficials van comandar el Grup 13:
1918 a 1919
- 1 d'abril de 1918 - Desconegut

1939 a 1946
- 24 de juliol de 1939 - Vicemariscal de l'Aire R E Saul
- 4 de febrer de 1941 - Vicemariscal de l'Aire J O Andrews
- 27 de novembre de 1942 - Vicemariscal de l'Aire M Henderson
- 15 de novembre de 1943 - Vicemariscal de l'Aire S F Vincent
- 26 de gener de 1944 - Comodor de l'Aire J A Boret
- 1945 - càrrec vacant
- 7 de juliol de 1945 desconegut

1955 a 1961
- 16 de maig de 1955 - Vicemariscal de l'Aire W G Cheshire
- 1 de juliol de 1957 - Vicemariscal de l'Aire A Earle
- 9 de novembre de 1959 - Vicemariscal de l'Aire H J Maguire